# Amphoe Phra Pradaeng
Amphoe Phra Pradaeng (Thai อำเภอ พระประแดง, Aussprache: ʔāmpʰɤ̄ː pʰráʔ prā.dɛ̄ːŋ) ist ein Landkreis (Amphoe – Verwaltungs-Distrikt) der Provinz Samut Prakan. Die Provinz Samut Prakan liegt in der Zentralregion von Thailand am südöstlichen Stadtrand von Bangkok.

## Geographie

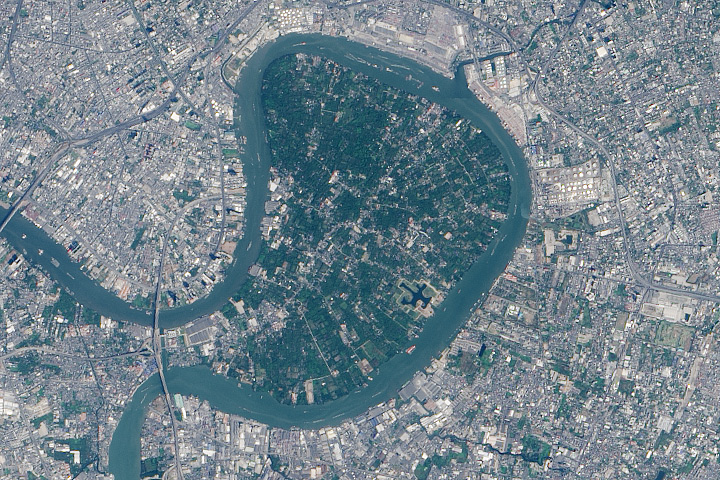
Satellitenbild der Chao-Phraya-Schleife mit der Halbinsel Bang Kachao

Samut Prakan gehört zur Metropolregion Bangkok, der Übergang zwischen den beiden Städten ist fließend.
Amphoe Phra Pradaeng liegt in einer großen Schleife des Mae Nam Chao Phraya (Chao-Phraya-Fluss).
Die benachbarten Bezirke sind (im Uhrzeigersinn von Westen): die Khet (Bezirke von Bangkok) Thung Khru, Rat Burana, Yan Nawa, Khlong Toei, Phra Khanong und Bang Na, und die Amphoe Mueang Samut Prakan und Phra Samut Chedi der Provinz Samut Prakan.
Den nördlichen Teil des Bezirks Phra Pradaeng nimmt die Halbinsel Bang Kachao (บางกะเจ้า) ein. Sie wird von drei Seiten vom Chao Phraya umflossen, der hier eine Schleife formt und zugleich die Grenze zu Bangkok markiert. Sie ist, anders als die angrenzende Hauptstadt und auch große Teile der Provinz Samut Prakan, nicht verstädtert oder industrialisiert. Es gibt dichte Vegetation, nur sehr kleine, kaum befahrene Straßen und dorfähnliche Besiedelung. Sie gilt daher als die „Grüne Lunge“ Bangkoks.
Die Bhumibol-Brücke (auch Megabrücke genannt) verbindet Amphoe Phra Pradaeng mit dem Süden von Bangkok.

## Geschichte

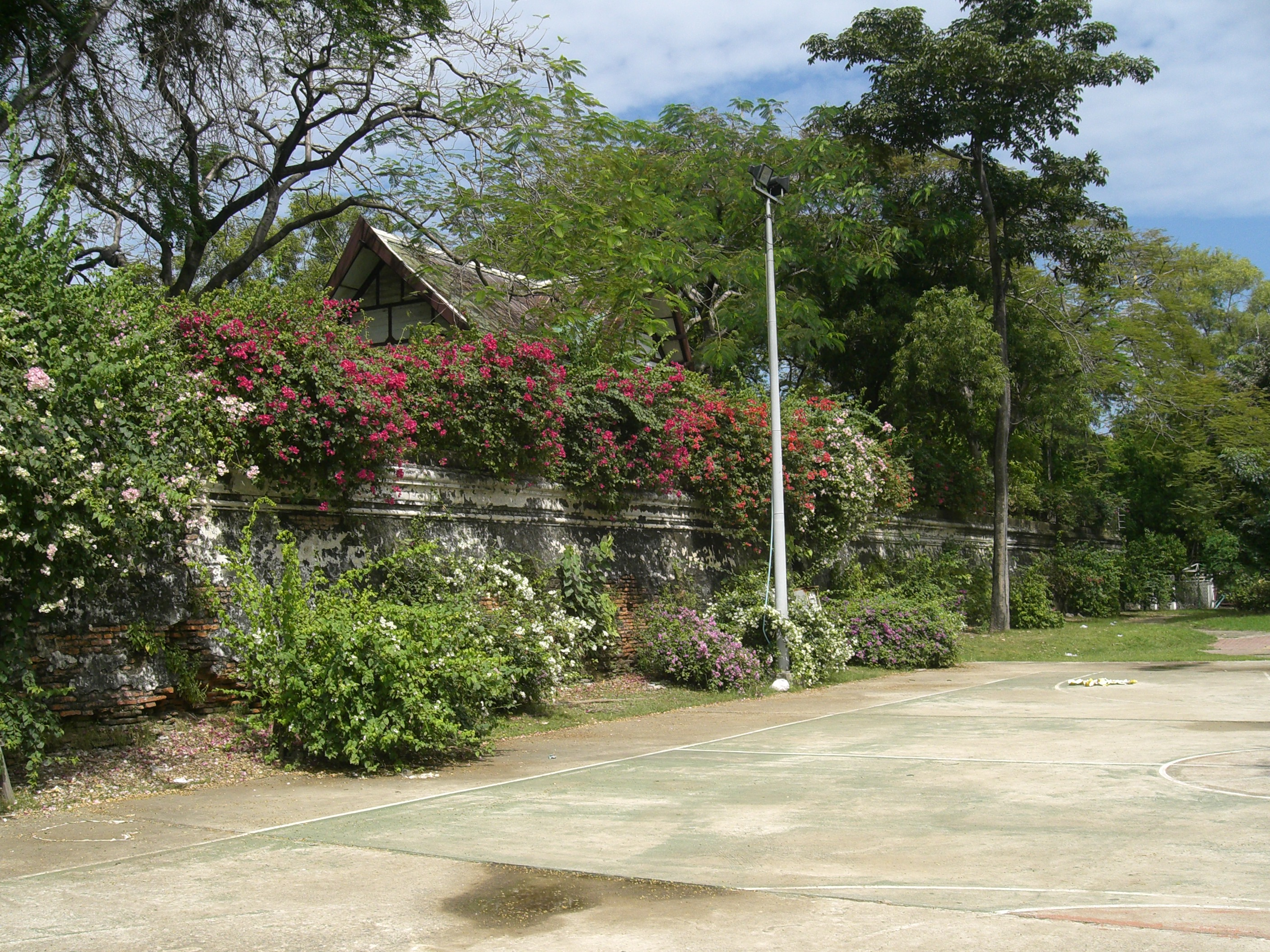
Pom Phlaeng Faifa

Phra Pradaeng ist das Zentrum des Gebiets südlich von Bangkok nahe der Mündung des Chao Phraya. Ursprünglich hieß es Nakhon Khuean Khan (นครเขื่อนขันธ์), wurde im Volksmund Pak Lat genannt und seine Bewohner gehörten überwiegend zur Bevölkerungsgruppe der Mon. Zwischen 1814 und 1815 ließ König Phra Phutthaloetla Naphalai (Rama II.) das Fort Pom Phlaeng Faifa (ป้อมแผลงไฟฟ้า) unter der Aufsicht des Uparat (Vizekönig) in einer Flussbiegung errichten. Zwischen 1820 und den 1830er Jahren wurde das Fort verstärkt und enthielt nach seiner Fertigstellung etwa 200 Kanonen. Heute liegt das Fort in einem kleinen Park für Touristen. Am Freitag, den 2. Juni 1815 wurde der Stadtschrein (Lak Mueang) in einer Zeremonie eingeweiht.
1819 wurde die neue Stadtverwaltung von Amphoe Mueang Samut Prakan (oder Paknam) eingerichtet. Durch die Verwaltungsreform des Prinzen Damrong Rajanubhab verlor Phra Pradaeng seinen Provinz-Status und wurde ein Bezirk der Provinz Samut Prakan. In der ersten Hälfte des 19. Jahrhunderts war Phra Pradaeng eine Marktstadt, die Bangkok mit Feuerholz versorgte. Ein kleiner Kanal sorgte für eine Abkürzung der 16 km langen Schleife des Chao Phraya, doch drang durch ihn Salzwasser aus dem Golf von Siam ein, so dass man ihn mit einer Ziegelmauer verschloss.

## Sehenswürdigkeiten

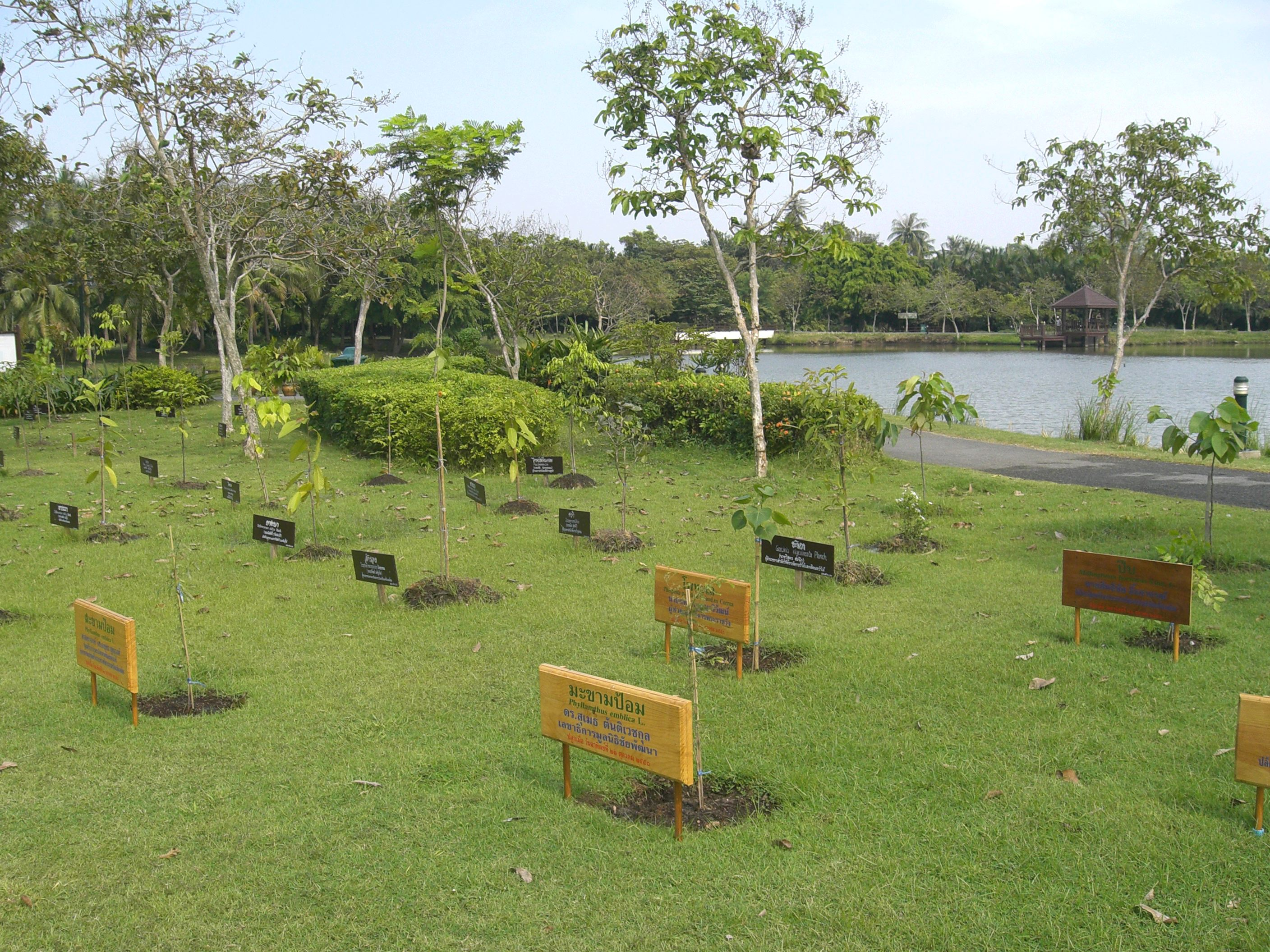
Suan Sri Nakhon Khuenkhan

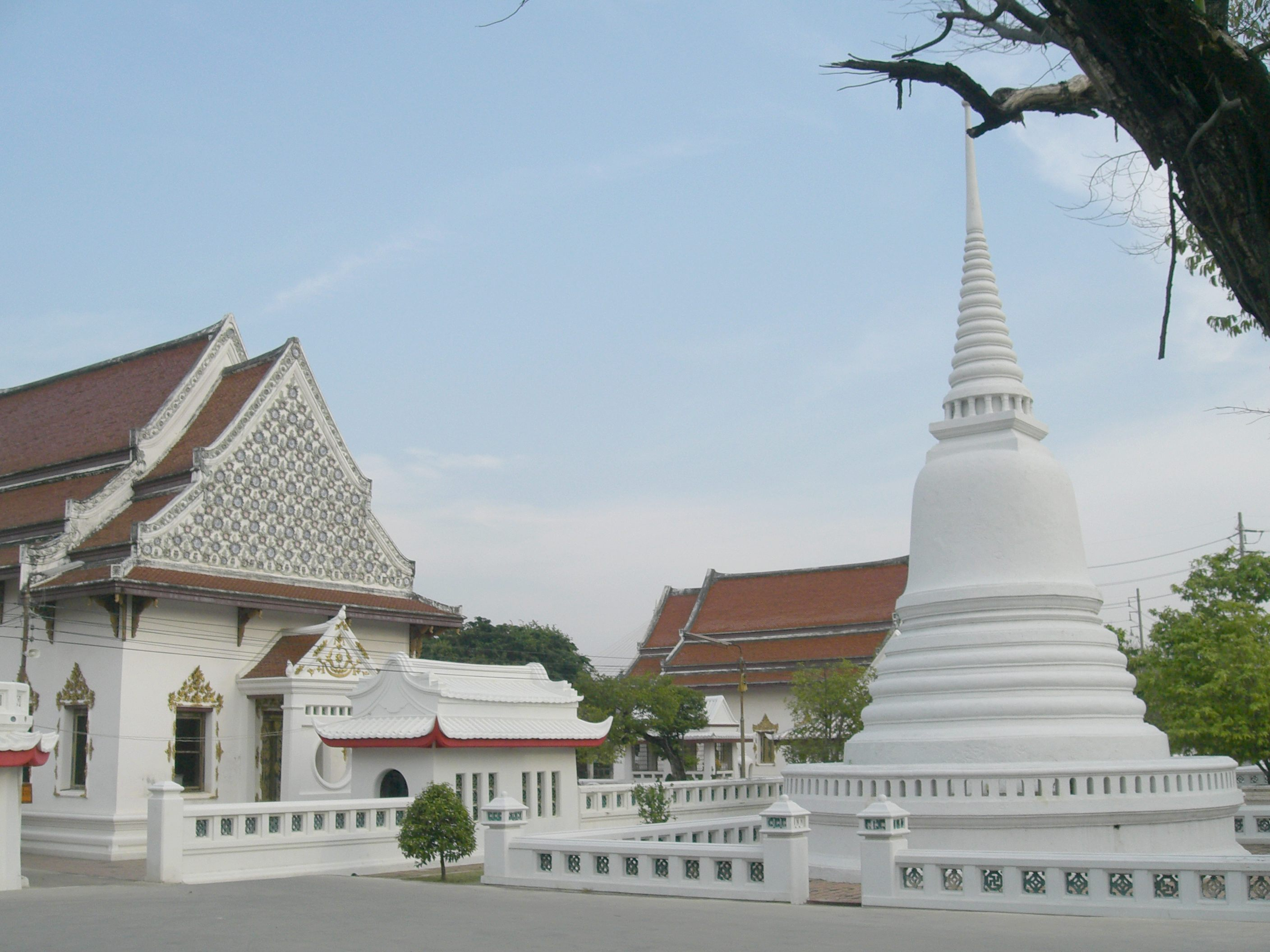
Wihan und Chedi des Wat Prot Ket Chettharam

- Schwimmender Markt von Bang Nam Phueng (Thai: ตลาดน้ำ บางน้ำผึ้ง) – am Samstag und Sonntag bieten hier viele Boote lokale Produkte (Mango, Kokosnüsse) und Spezialitäten (zum Beispiel Fisch-Curry Ho Mok – ห่อหมก) an. Besucher sind hauptsächlich einheimische Tagestouristen aus Bangkok. (GeoPosition)

### Parks
- Der Park Suan Sri Nakhon Khuenkhan (Thai: สวนสาธารณะ ศรีนครเขื่อนขันธ์) ist mehr als 200 Rai groß. Von seinem sieben Meter hohen Aussichtsturm gewinnt man einen Überblick über den Park. (GeoPosition)

### Tempel
- Wat Prot Ket Chettharam (Thai: วัดโปรดเกศเชษฐาราม) – buddhistische Tempelanlage (Wat) aus der Regierungszeit von König Nang Klao (Rama III.). Sehenswert die in chinesischem Stil mit Keramik dekorierten Giebel der wichtigsten Tempel-Gebäude. (GeoPosition)
- Wat Songtham Worawihan (Thai: วัดทรงธรรมวรวิหาร) – buddhistischer Tempel der Volksgruppe der Mon, erbaut in der Regierungszeit von König Phutthaloetla (Rama II.) mit einer großen Chedi im Mon-Stil. Er ist ein königlicher Tempel „zweiter Klasse“. (GeoPosition)
- Wat Bang Nam Phueng Nok (Thai: วัดบางน้ำผึ้งนอก) – alter buddhistischer Tempel, vermutlich aus der frühen Rattanakosin-Zeit. Sehenswert sind über 100 Jahre alte Wandmalereien im Viharn und ein über 100 Jahre alter Ubosot. Der Tempel liegt direkt am Ufer des Chao Phraya, vom Pier am Tempel fährt eine Fähre zur gegenüberliegenden Flussseite.[5] (GeoPosition)

## Verwaltung

### Provinzverwaltung
Der Landkreis Phra Pradaeng ist in 15 Tambon („Unterbezirke“ oder „Gemeinden“) eingeteilt, die sich weiter in 67 Muban („Dörfer“) unterteilen.
| Nr.  | Name            | Thai       | Muban | Einw.  |
| ---- | --------------- | ---------- | ----- | ------ |
| 01.  | Talat           | ตลาด       | 0-    | 10.431 |
| 02.  | Bang Phueng     | บางพึ่ง      | 0-    | 25.361 |
| 03.  | Bang Chak       | บางจาก     | 0-    | 22.096 |
| 04.  | Bang Khru       | บางครุ      | 0-    | 26.840 |
| 05.  | Bang Ya Phraek  | บางหญ้าแพรก | 0-    | 22.275 |
| 06.  | Bang Hua Suea   | บางหัวเสือ   | 0-    | 11.973 |
| 07.  | Samrong Tai     | สำโรงใต้    | 0-    | 14.131 |
| 08.  | Bang Yo         | บางยอ      | 0-    | 11.131 |
| 09.  | Bang Kachao     | บางกะเจ้า   | 0-    | 05.197 |
| 010. | Bang Nam Phueng | บางน้ำผึ้ง    | 0-    | 04.929 |
| 011. | Bang Krasop     | บางกระสอบ  | 11    | 02.875 |
| 012. | Bang Ko Bua     | บางกอบัว    | 0-    | 07.220 |
| 013. | Song Khanong    | ทรงคนอง    | 13    | 08.069 |
| 014. | Samrong         | สำโรง      | 0-    | 15.942 |
| 015. | Samrong Klang   | สำโรงกลาง  | 0-    | 12.887 |

Hinweis: Die Daten der Muban liegen zum Teil noch nicht vor.

### Lokalverwaltung
Es gibt drei Kommunen mit „Stadt“-Status (Thesaban Mueang) im Landkreis:
- Phra Pradaeng (Thai: เทศบาลเมืองพระประแดง) bestehend aus dem kompletten Tambon Talat.
- Lat Luang (Thai: เทศบาลเมืองลัดหลวง) bestehend aus den kompletten Tambon Bang Phueng, Bang Chak, Bang Khru.
- Pu Chao Saming Phrai (Thai: เทศบาลเมืองปู่เจ้าสมิงพราย) bestehend aus den kompletten Tambon Bang Ya Phraek, Bang Hua Suea, Samrong Tai, Samrong, Samrong Klang.

Außerdem gibt es sechs „Tambon-Verwaltungsorganisationen“ (องค์การบริหารส่วนตำบล – Tambon Administrative Organizations, TAO)
- Bang Yo (Thai: องค์การบริหารส่วนตำบลบางยอ) bestehend aus dem kompletten Tambon Bang Yo.
- Bang Kachao (Thai: องค์การบริหารส่วนตำบลบางกะเจ้า) bestehend aus dem kompletten Tambon Bang Kachao.
- Bang Nam Phueng (Thai: องค์การบริหารส่วนตำบลบางน้ำผึ้ง) bestehend aus dem kompletten Tambon Bang Nam Phueng.
- Bang Krasop (Thai: องค์การบริหารส่วนตำบลบางกระสอบ) bestehend aus dem kompletten Tambon Bang Krasop.
- Bang Ko Bua (Thai: องค์การบริหารส่วนตำบลบางกอบัว) bestehend aus dem kompletten Tambon Bang Ko Bua.
- Song Khanong (Thai: องค์การบริหารส่วนตำบลทรงคนอง) bestehend aus dem kompletten Tambon Song Khanong.